# Карл Август Мьобіус
Карл Август Мьобіус (нім. Karl A.Möbius, 7 лютого 1825 р., Айленбург — 26 квітня 1908 р., Берлін) — німецький  зоолог та ботанік, один з родоначальників  екології, перший директор Музею природознавства (нім. Museum für Naturkunde) в Берліні.

## Молодість
К. Мьобіус народився в Айленбурзі ( Саксонія). У чотири роки він вступив до початкової школи Айленбурга, а у віці 12 років батько відправив його вчитися на викладача. У 1844 р. Карл з відзнакою здав всі іспити і вступив на роботу вчителем у Зезені, на північно-західному кордоні Гарца. У 1849 р. Мьобіус почав вивчати природознавство та  філософію в Берлінському університеті імені Гумбольдта. Закінчивши університет, Карл почав викладати зоологію, ботаніку, мінералогію, географію, фізику та хімію у вищій школі Джоанна в Гамбурзі.

## Внесок у розвиток екології
У 1863 р. Мьобіус відкриває перший в Німеччині морський акваріум в Гамбурзі. У 1868 р., отримавши ступінь доктора наук в Галле-Віттенберзькому університеті, Карл стає професором зоології в університеті Кіля і директором Зоологічного Музею. Серед інтересів Мьобіуса одне з головних місць займали морські тварини, саме їм була присвячена його перша наукова праця (нім. Die Fauna der Kieler Bucht, написана у співавторстві з Хайнріхом Адольфом Мейєром, опублікована у двох томах — в 1865 та 1872 рр. відповідно); в цій праці знайшли відображення багато проблем екології морів.
У 1868-1870 рр. Мьобіус вивчав екологію місць перебування  устриць, головним чином для того, щоб з'ясувати можливість розведення устриць в прибережних зонах Німеччини. З цього питання Мьобіусом були написані дві праці: «Розведення устриць і мідій у прибережних водах Північної Німеччини» (нім. Über Austern-und Miesmuschelzucht und Hebung derselben an der norddeutschen Küste, опублікована в 1870 р.) і «Устриці і устричні ферми» (нім. Die Auster und die Austernwirtschaft), в яких він підбив підсумок своїх досліджень — розведення устриць у Північній Німеччині практично неможливе. Мьобіус докладно описав взаємодії різних організмів, що мешкають на узбережжях, і ввів поняття «біоценоз», що стало ключовим терміном синекологіі.
У галузі ботаніки К. Мьобіус займався вивченням  водоростей.
У 1888 р. Мьобіус став керуючим зоологічними колекціями в Берлінському Музеї Природознавства і професором  систематики та біогеографії в університеті Гумбольдта, де викладав до 1905 року, після чого залишив роботу (у віці 80 років).